# Gmina Kietrz
Die Gmina Kietrz ist eine Stadt-und-Land-Gemeinde im Powiat Głubczycki der Woiwodschaft Opole in Polen. Ihr Sitz ist die gleichnamige Stadt (deutsch Katscher, tschechisch Ketř) mit etwa 6050 Einwohnern.

## Geographie
Die Gemeinde liegt in Schlesien. Sie grenzt im Westen an die Kreisstadt Głubczyce (Leobschütz) und im Osten und Süden an Tschechien. Zu den Fließgewässern gehört die Troją.

## Geschichte
Die Gemeinde kam 1950 zur Woiwodschaft Opole, die ihren Zuschnitt bis 1999 mehrfach geändert hat. Der Powiat Głubczycki wurde 1999 wieder eingerichtet.

## Politik

### Bürgermeister
An der Spitze der Stadtverwaltung steht der Bürgermeister. Dies war bis 2018 Krzysztof Łobos, der mit seinem eigenen Wahlkomitee antrat. Seit 2018 ist Dorota Przysiężna-Bator, die ebenfalls mit einem eigenen Wahlkomitee antritt, neue Bürgermeisterin. Bei der turnusmäßigen Wahl im April 2024 wurde sie ohne Gegenkandidaten mit 76,7 % der Stimmen wiedergewählt.
Die turnusmäßige Wahl im Oktober 2018 führte zu folgendem Ergebnis:
- Dorota Przysiężna-Bator (Wahlkomitee „Gemeinsam für die Gemeinde Kietrz“) 54,9 % der Stimmen
- Dariusz Kamiński (Wahlkomitee Dariusz Kamiński) 23,0 % der Stimmen
- Krzysztof Łobos  (Wahlkomitee Krzysztof Łobos) 22,2 % der Stimmen

Damit wurde Przysiężna-Bator bereits im ersten Wahlgang zur neuen Bürgermeisterin gewählt.

### Stadtrat
Der Stadtrat besteht aus 15 Mitgliedern und wird von der Bevölkerung in Einpersonenwahlkreisen gewählt. Die Stadtratswahl 2024 führte zu folgendem Ergebnis:
- Wahlkomitee Dorota Przysiężna-Bator 59,2 % der Stimmen, 11 Sitze
- Wählerinitiative Kietrz 35,9 % der Stimmen, 4 Sitze
- Übrige 4,9 % der Stimmen, kein Sitz

Die Stadtratswahl 2018 führte zu folgendem Ergebnis:
- Wahlkomitee „Gemeinsam für die Gemeinde Kietrz“ 51,0 % der Stimmen, 12 Sitze
- Wahlkomitee Dariusz Kamiński 30,7 % der Stimmen, 2 Sitze
- Wahlkomitee Krzysztof Łobos 18,4 % der Stimmen, 1 Sitz

### Partnerstädte
- Krnov, Tschechien
- Město Albrechtice, Tschechien
- Rockenhausen, Deutschland
- Rusín, Tschechien
- Saint-Rémy-sur-Avre, Frankreich
- Sbarasch, Ukraine
- Bílovec, Tschechien

## Gliederung
Zur Stadt-und-Land-Gemeinde (gmina miejsko-wiejska) Kietrz gehören die Stadt und weitere Dörfer:
- Kietrz (Katscher)
- Chróścielów (Krastillau)
  - Gniewkowice (Annahof)
- Dzierżysław (Dirschel)
- Kozłówki (Kösling)
- Lubotyń (Liptin)
- Ludmierzyce (Leimerwitz)
- Nasiedle (Nassiedel)
  - Nowy Dwór (Neuhof)
- Nowa Cerekwia (Deutsch Neukirch, 1937–45: Altstett)
- Pilszcz (Piltsch)
- Rogożany (Rosen)
- Rozumice (Rösnitz)
- Ściborzyce Wielkie (Steuberwitz)
  - Przysieczna (Wegen)
- Wojnowice (Wanowitz, 1936–45: Hubertusruh)